# Le signorine dello 04
Le signorine dello 04 è un film del 1955 diretto da Gianni Franciolini.

## Trama
In una centrale telefonica di Roma nella quale si smistano le telefonate interurbane ed internazionali (a cui gli utenti si rivolgono componendo appunto lo "04") lavorano quattro ragazze ed una capoturno.
Bruna, giovane e prorompente popolana, è attorniata da numerosi spasimanti, ma viene oppressa dai fratelli che allontanano a pugni chiunque rivolga la parola a lei, salvo poi accettare come fidanzato Amleto, un suo collega di lavoro.
Vera, sposata con Guido, anche lui dipendente della società telefonica, ne subisce i tradimenti e arriva a denunciarlo alla Polizia dopo averlo sorpreso in flagrante adulterio, ma poi si pente del suo gesto; il marito torna a casa dopo una ramanzina del direttore della società.
Gabriella riceve la telefonata di un aspirante suicida e si precipita a casa sua per salvarlo, facendo così la sua conoscenza: è uno studente di medicina, che diventa il suo fidanzato, anche se la zia della ragazza rischia, a causa del suo vizio di bere, di mandare tutto all'aria.
Maria Teresa accetta la corte di Fernando, uno dei fratelli maneschi di Bruna, che però si tira indietro quando scopre che la donna è una ragazza madre che ha avuto una figlia da una relazione extraconiugale, Lucetta. Ma poi ci ripensa e torna con lei.
Carla, la capoturno, fa una corte serrata al ragioniere Dellisanti che abita nel suo stesso palazzo ed è appena rimasto vedovo. La donna cerca di riproporre tutte le cose che faceva la defunta  ma l'uomo alla fine sbotta ammettendo che non ne poteva più della moglie.
Il film si chiude con Gabriella che al telefono racconta alle colleghe il matrimonio appena celebrato di Maria Teresa e Fernando.

## Incassi
La pellicola ebbe un buon risultato finanziario, incassando 366 milioni di lire

## Critiche e commenti
Per "La Stampa" il regista ha lavorato su un soggetto "cogliendovi con garbato realismo delicati motivi umani".  "Franciolini ha realizzato il film - scrive L. Chiarini su "Panorama del Cinema Italiano 1954-1957" - con garbo e scioltezza senza metterci niente di suo oltre questo impegno di serio lavoro (...) si parte insomma da un ambiente reale che potrebbe prestarsi ad una indagine di ordine umano e sociale, per creare invece un tipo di film comico sentimentale che, pur se si contrappone ai famosi telefoni bianchi, non è detto quanto a clima gli sia molto distante."
Oltre alle opinioni dei critici professionali, il film fu anche commentato da chi davvero lavorava come telefonista. Se ne trova traccia nel numero 3/1955 della rivista "Selezionando", «house organ» di Stipel-Telve-Timo, società telefoniche antesignane dell'odierna Telecom. In questo caso i giudizi sono molto più severi e si rimprovera al film una visione sbagliata della professionalità e del ruolo femminile. Vi scrive infatti A.G. :" le telefoniste di Franciolini sono assai vicine al cliché ormai classico dell'ochetta malata di rotocalco...il titolo più logico [del film] sarebbe «caccia al marito»...[le telefoniste] hanno un'altra preparazione ed interessi più vasti e meno superficiali...". Seguono delle interviste ad alcune operatrici in cui si danno valutazioni altrettanto negative, quali, ad esempio, quello che il film "contribuisce ad aumentare certe idee sbagliate che gli utenti, almeno in parte, nutrono nei nostri confronti..." e si rivendica il fatto che per fare quel lavoro "si chiede il titolo di studio di scuola media superiore"